# Georges Clemenceau
Georges Benjamin Clemenceau [ʒɔʁʒ klemɑ̃so] (28. září 1841 Mouilleron-en-Pareds – 24. listopadu 1929 Paříž) byl francouzský politik a žurnalista.
Dvakrát byl francouzským premiérem za Radikální stranu, a to od 25. října 1906 do 24. července 1909, podruhé od 16. listopadu 1917 do 20. ledna 1920.
Přimlouval se za obnovení procesu proti Dreyfusově aféře a byl zastáncem tvrdého postupu proti Německu po první světové válce.
V roce 1916 navrhl jako první přesun Československých legionářů na Rusi do Francie tzv. „Severní cestou“ (Severním mořem), kterou T. G. Masaryk nejprve přijal (první se uskutečnil z Archangelska 15. 10. 1917), ale později změnil na cestu přes Sibiř. 
Dne 19. února 1919 byl na něj anarchistou Emilem Cottinem spáchán atentát. Clemenceau se týden po atentátu zotavil; kulka, která uvízla blízko srdce, však zůstala v jeho těle až do smrti.
Dvě lodě francouzského válečného námořnictva nesou jeho jméno. Jednou z nich byla letadlová loď, která sloužila v letech 1961 až 1997.